# Ash (együttes)
Az Ash egy északír alternatív rock együttes, 1992-ben alakult Downpatrickben. Az első szélesebb körű sikerek elérésekor a média zenéjüket britpop-nak bélyegezte. 

## Története

### Alapítás, Trailer és 1977 (1992-1998)
Az Ash hivatalosan 1992-ben alakult, nevük a szótár első olyan szavából jött, ami megtetszett nekik. Ebben az évben három demokazettájuk készült. A Solar Happy júniusban, a Shed szeptemberben, és a The Home Demo novemberben. Ezeken a kazettákon a korai anyagaik és néhány olyan szám van, amelyek az 1994-ben megjelent Trailer című albumukon is megtalálható. Ilyen az Intense Thing, a Get Out, az Obscure Thing és a majdani kislemez, a Jack Names the Planets.
1993-ban elkészült a Garage Girl demokazetta, amin szerepelt néhány dal a Shed-ről, és néhány új szám, mint például a Petrol. A következő évben megjelent a Pipe Smokin' Brick című demójuk, amire a korábbi négy demo számai közül válogattak. A demókat egy downpatricki zenész, Ray Valentine Cosmic Ray-s stúdiójában vették fel. A demokazetták ekkoriban még nem kaptak túl nagy figyelmet, a zenekarnak kisebb fellépései voltak helyi klubokban egészen 1994-ig, amikor Stephen Taverner felfedezte a Garage Girl című demójukat. Taverner biztosította a pénzt a Jack Names the Planets kislemez ezres példányszámú, 7 inches kiadásához, mely saját kiadójánál, a LaLaLand-nél jelent meg.
1994 októberében az Ash megjelentette Trailer című minialbumát, ami csak hát számot tartalmazott. Steve Lamacq a BBC Radio 1-en játszotta néhány számukat, majd jött a debütáló kislemez, a Petrol és az Uncle Pat című számokkal, ezt már új kiadójuk, az Infectious Records jelentette meg. 1995-ben az együttes tagjai befejezték a középiskolát, és sorban kihozták a Kung Fu, Girl from Mars és Angel Interceptor című kislemezeiket, melyekkel egyre népszerűbbé váltak. Az Angus című mozifilm zenéi között két Ash szám, a Jack Names the Planets és a Kung Fu is szerepelt, melynek segítségével az amerikai közönség is megismerhette az Ash-t. Az utóbbi szám az indie zenekarok angol toplistájára is felkerült
1996-ban jelentek meg Goldfinger és Oh Yeah című kislemezeik, a jelentős sikert hozó 1977 című albumukról. Erről az albumról a Lose Control című szám szerepelt a Gran Turismo videójátékban. Az album címe egyrészt a tagok születési dátumából, másrészt az első Csillagok háborúja film iránti tiszteletből lett kiválasztva.
1997. február 17-én az Ash megjelentette Live at the Wireless című albumát, melyet az ausztrál Triple J Records stúdiójában vettek fel.

### Charlotte Hatherley, Nu-Clear Sounds és Free All Angels (1998-2004)
Mialatt a Weezer-rel turnéztak, a zenekar szembesült a háromtagúság korlátaival. Ennek eredményeképp a zenekar egy új taggal, Charlotte Hatherley-vel bővült, aki előzőleg a Nightnurse zenekarban játszott. Az 1997-es V Festival-t megelőzően néhány kisebb fellépésen debütált az együttesben. Az első kislemez amin közreműködött, az A Life Less Ordinary, amely a Cameron Diaz és Ewan McGregor főszereplésével készült azonos című film soundtrack-jén is megtalálható.
1998 szeptemberében megjelent a Jesus Says kislemez, egy hónappal később a második hivatalos album, a Nu-Clear Sounds, majd novemberben a Wildsurf, szintén kislemez. Az 1977 és a Nu-Clear Sounds szinte megállás nélküli turnéi kikezdték a zenekar egészségét. 1999-ben Tim Wheeler frontember eltűnt kis időre a Nu-Clear Sounds kereskedelmi és kritikai sikertelensége miatt. Mint kiderült, ez idő alatt New Yorkban tartózkodott, ahol elkészítette a Numskull című szám EP-jéhez tartozó önlejárató jellegű, vér, szex és drog töltésű klipet. A feljegyzésen, amit Stephen Taverner-nek csatolt a videóhoz ez állt: "Megöltem Bambit".
Az Ash közel állt a feloszláshoz, mikor utolsónak vélt albumukat megjelentették. A együttes visszavonult Wheeler szüleinek házába, hogy ugyanabban a garázsban írják és játsszák dalaikat, ahol a kezdetekkor. A Shining Light című kislemezük 2001 januárjában jelent meg, ezt követte a nagy sikerű Free All Angels című album áprilisban. A következő kislemezek jelentek meg a Free All Angels-ről: Burn Baby Burn, Sometimes, Candy, There's a Star. A Shining Light című kislemez megnyerte a "Napjaink Legjobb Dala" díjat a 2002-es Ivor Novello díjátadón. Az új kislemezt, a 200-as Envy-t, egy kislemezgyűjtemény, az Intergalactic Sonic követte, a Cosmic Debris című bónuszlemezzel. A Q magazin a zenekart második helyre tette az "50 Zenekar Amit Látnod Kell Mielőtt Meghalsz" listáján. Továbbá a World Domination című számuk szerepelt egy NASCAR reklámban az ESPN 2-n a Nextel Kupa döntőjén 2007-ben.
2003-ban kiszivárgott a zenei- és a bulvársajtóba, hogy az Ash egy horrorfilmen dolgozik, amit ők a "tini darabolós" műfajba soroltak be. A filmet, ami a Slashed címet kapta, a zenekar amerikai turnéján forgatta, de találhatók benne olyan jelenetek is, amiket az Egyesült Királyságban. A forgatókönyvet Jed Shepherd írta, a film Alexander Marks rendezte, és olyan sztárszereplőket vonultatott fel, mint Chris Martin (Sherbet Bones) és Jonny Buckland (Agent Ford) a Coldplayből, akik egy FBI-ügynök párost alkottak, akiket egy természetfeletti sorozatgyilkos elfogásával bíztak meg. Egyéb sztár szereplők közt volt Moby, James Neshbitt, Dave Grohl és az Ash tagjai. A film nagy figyelmet kapott a hírességek szereplése miatt, de gyakorlatilag soha nem adták ki. Olyan pletykák keringtek, melyek szerint egyes jelenetek túl véresek az Ash közönségének, de azt is mondják, hogy a megjelenést Chris Martin vétózta meg, azon jelenetek miatt, amikben ő tetőtől talpig véresen, alsónadrágban harcol a démonok ellen, ami esetleg károsan érintené új híresség státuszát.

### Meltdown és Charlotte kilépése (2004-2006)
2004. június 29-én az Ash megjelentette Meltdown című albumát, ami ötödik helyre került a brit sikerlistán. Ezzel egyidőben Charlotte Hatherley megírta szólóalbumát, a Grey Will Fade-et. A zenekar összeállt a Lucasarts-szal egy új Star Wars játék, a Star Wars: Republic Commando készítéséhez.  A Meltdown és az Orpheus című dalok szerepeltek a népszerű brit mozifilmben, a "Haláli hullák hajnalában", továbbá megjelennek az NHL 2005, a Burnout 3: Takedown és a Midnight Club 3: DUB Edition című videójátékokban is. Megjelenik továbbá egy Buzzcocks feldolgozásuk, az Everybody's Happy Nowadays Chris Martin háttérvokáljával. A Starcrossed és a Renegade Cavalcade később jelennek meg, mint kislemezek. A Meltdown album az Amerikai Egyesült Államokban március 8-án jelent meg, a Warner Bros. Records-nál. Szintén 2005-ben Tim Wheelert a Liverpool-i Előadóművészetek Intézetének tiszteletbeli tagjává választották.
2006. január 20-án Charlotte Hatherley kilenc év után kilépett az együttesből, így ismét a három alapító tag maradt. Egy hivatalos közlemény szerint: "Kilenc év után as Ash és Charlotte Hatherley útjai közös egyetértés alapján elválnak. A döntés teljesen egyöntetű, és a legjobbakat kívánják egymásnak a jövőre nézve". Egy interjúban az együttes utal rá, hogy ők kérték meg Charlotte Hatherley-t a távozásra, mivel "szerettek volna ismét háromtagúak lenni".

### Twilight of the Innocents, 1977 és A to Z Singles (2006-napjainkig)
2006. június 6-án az NME arról számolt be, hogy a zenekar egy New York-i stúdióban van, és van huszonhét "ütős" számuk. Wheeler úgy nyilatkozott, hogy a készülő album kicsit retrósabb hangzású lesz, mint addig bármelyik előző anyaguk. '07 elején az Ash bejelentett egy teljes brit turnét februárra és márciusra, bemelegítésnek szánták a júniusban megjelenő albumhoz, és a nyári fesztiválos fellépésekhez, mint például a június 9-i Isle of Wight Festival-on való koncert.
2007. február 19-én az Ash megjelentette az első számát az új albumról, a Twilight of the Innocents-ről. Ez az új szám csak letölthető formában jelent meg, I Started a Fire címmel. Az első valódi kislemez a You Can't Have It All április 16-án jelent meg. A klip március 11-én debütált az MTV Two-n 2007-ben. Két további szám jelent meg az albumról, a Polaris és az End of the World, kislemezként júniusban és szeptemberben.
2007. június 12-én az Ash nyilvánosságra hozta, hogy a Twilight of the Innocents lesz az utolsó albumuk. Tagadták, hogy feloszlanának, valójában arról van szó, hogy ezután csak kislemezeket jelentetnek majd meg, mivel "az emberek zenehallgatási szokásai megváltoztak, a letöltés korszakának kezdete inkább a kislemezek kiadásának kedvez" – állítja Tim Wheeler.
Visszatérve az eredeti háromtagú felálláshoz, az együttes főleg az 1977 és a Twilight og the Innocents albumok számait adja elő. Szeptember 5-én és 6-án a London Roundhouse-ban lévő fellépéseiken végigjátszották a teljes debütáló albumukat, amire minden jegy elkelt. A zenekar megjelentette az 1977 három különleges kiadását, a számok újrakevert és szerkesztett verzióval, a Trailer számaival, és élő fellépésekkel abból az időből.
2009. április 16-án az Ash bejelentette, hogy játszani fognak a londoni Bloomsbury Ballroom-ban, hogy új számokat mutassanak be és megkezdték az új anyag promotálását. Ezután egy újabb időpont jelent meg ugyanarre a helyre, és pár kisebb bemelegítő koncert. Az első kislemez, a Return of the White Rabbit április 30-án jelent meg. Még ez év május 18-án nyilvánosságra került, hogy az együttes összesen 26 kislemezt jelentet meg, kéthetente egyet 2009 végéig, A-Z Series néven.

## Felállás
A zenekar eredetileg háromtagú volt, Charlotte Hatherley később csatlakozott, mint második gitáros. Kilenc év után azonban távozott, nélküle a Meltdown, a Free All Angels és a Nu-Clear Sounds néhány számát nem játszották. 2009 júniusában Charlotte azt nyilatkozta az NME-nek, hogy ő és Tim rendszeresen beszélnek, és az hogy ismét közösen játszanak, egy rövid angliai turné keretein belül 2011-ben meg is valósult.

### Tagok
- Tim Wheeler – ének, gitár, zongora/billentyűsök (született 1977. január 4., Downpatrick, Észak-Írország (1992–napjainkig)
- Mark Hamilton – basszusgitár, háttérvokál (született 1977. március 21., Downpatrick, Észak-Írország) (1992–napjainkig)
- Rick McMurray – dob, vokál (született 1975. július 11.) Downpatrick, Észak-Írország (1992–napjainkig)

### Korábbi tagok
- Charlotte Hatherley – gitár, zongora, háttérvokál (született 1979. június 20., London, Anglia) (1997–2006)

## Diszkográfia

### Stúdióalbumok
- Trailer – 1994. október
- 1977 – 1996. május 6. – Platinum (BPI)
- Nu-Clear Sounds – 1998. október 5. – Platinum (BPI)
- Free All Angels – 2001. április 23. – Platinum (BPI)
- Meltdown – 2004. május 17. – Platinum (BPI)
- Twilight of the Innocents – 2007. július 2.
- Kablammo! – 2015
- Islands – 2018

### Kislemez formátum
A zenekar 2007-ben bejelentette, hogy a Twilight of the Innocents után kislemezes kiadásra váltanak. Az első kislemezsorozat kéthetente fog megjelenni, 26 alkalommal.
- A-Z Series (2009)